# Samoa National League 1997
Samoa National League 1997, còn có tên là Upolo First Division, là mùa giải thứ 8 trong lịch sử Samoa National League, giải đấu cao nhất của Liên đoàn Bóng đá Samoa. Kiwi F.C. giành chức vô địch lần thứ 3 liên tiếp.